# Real Prussiana Ordem de Luísa

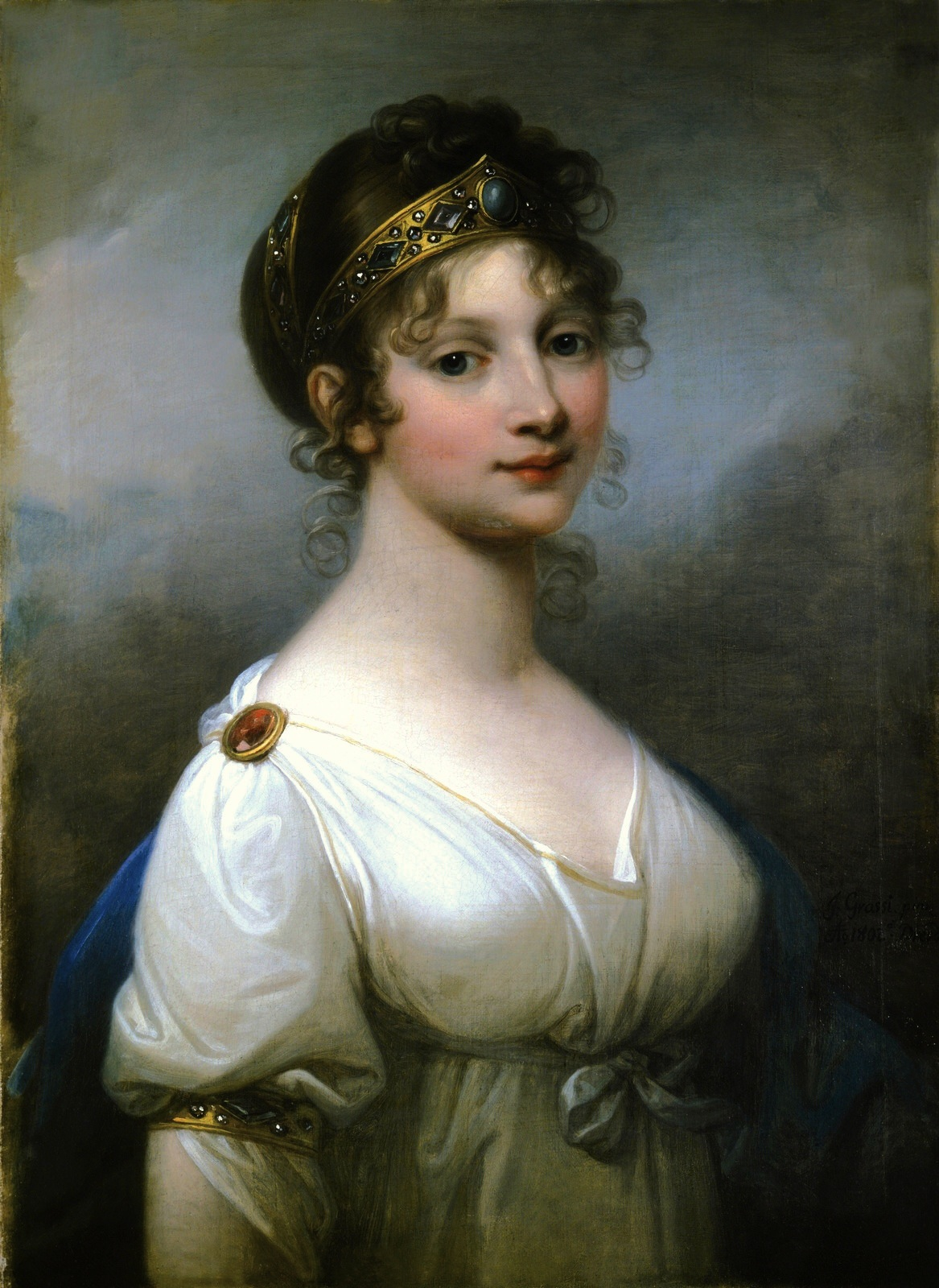
Luísa de Mecklemburgo-Strelitz, esposa de Frederico Guilherme III da Prússia, que deu nome à Ordem

A Real Prussiana Ordem de Luísa (em alemão: Königlich Preußische Louisenorden) foi instituída em 1814 pelo rei Frederico Guilherme III da Prússia em homenagem à sua falecida esposa, Luísa de Mecklemburgo-Strelitz. Apesar de ter sido criada como uma Ordem de Cavalaria, ela foi destinada exclusivamente às mulheres cujos serviços prestados à Prússia fossem considerados dignos de grande reconhecimento nacional. Inicialmente, o número de membros foi limitado a 100 mulheres, de todas as classes sociais.
Apesar de o rei prussiano ser tecnicamente o "Soberano das Ordens do Reino", a chefia da Ordem ficava a cargo da rainha. As filhas da família real eram investidas com as honrarias dessa ordem, enquanto aos descendentes varões eram reservadas as investiduras das Ordens da Águia Negra, da Águia Vermelha (Grã-Cruz), da Coroa (1ª Classe) e de Hohenzollern.
As distinções da Ordem de Luísa eram renovadas a cada novo monarca, sendo conferidas por Frederico Guilherme III, Frederico Guilherme IV (a partir de 1850), Guilherme I (a partir de 1865) e Guilherme II ( a partir de 1890).

## Estatutos originais
O texto da proclamação real que criou a Ordem pode ser traduzido como:
"Quando os homens de nossos bravos exércitos sangraram pela pátria, encontraram alívio nos persistentes cuidados das mulheres. A fé e a esperança deram às mães e filhas da pátria o poder… para o grande objetivo (da nação). É impossível honrá-las ou agraciá-las o suficiente por tudo o que elas tem realizado; mas Nós achamos justo conceder-lhes uma honraria, pelas contribuições especialmente reconhecidas. Portanto, Nós assim decretamos:
1. A honraria deve levar o significativo nome:
L u i s e n - O r d e n
Estabelecemos, com isso, uma pequena cruz dourada esmaltada em negro. O medalhão central, em ambos os lados, será de esmalte azul celeste com a letra "L" (no anverso), rodeada por uma guirlanda de (sete) estrelas e, no reverso, o ano "1813/1814".
2. Esta ordem será sustentada pelo laço branco da Cruz de Ferro e deverá ser usada no peito esquerdo.
3. A distinção será outorgada sem levar em conta a posição social ou categoria, entretanto, só poderão recebê-la, as pessoas que pertençam à pátria pelo nascimento ou casamento, ou cidadãs nacionalizadas.
4. O número dos membros é limitado a cem.
5. Para esta seleção Decretamos por meio deste um Capitel, presidido pela Princesa Real, Alteza, seguida de quatro mulheres…
6. O Capitel irá considerar as candidatas de todas as províncias do país e testar cuidadosamente as suas credenciais, das quais elas vão decidir quais as mais dignas, selecioná-las até o número disponível de vagas e indicá-las a Nós e somente Nós poderemos homologá-las. A outorga/concessão da honraria, em seguida, após Nossa confirmação, será assinada pela Princesa Real, Alteza.
7. Nós ordenamos, por meio deste, a gerência dos membros à esposa do marechal Gröben.
8. Quanto à perda da ordem: "Nós vamos decidir, após considerar os pareceres dos peritos do Capitel Supremo, se a remoção ou expulsão deve ocorrer,… dando instruções gerais para a consequente perda da ordem e da medalha."

## Classes e insígnias
Quando da sua criação, em 1814, a Ordem só estava disponível em uma única classe. A segunda classe foi acrescentada durante o reinado de Guilherme I.
Damas de Primeira Classe, usavam a cruz esmaltada em negro com o medalhão central azul celeste, suspensa por uma fita predominantemente branca, com três listras negras, amarrada em um laço. Embora os estatutos indicassem que a insígnia deveria ser usada no peito esquerdo, vários retratos mostram as agraciadas usando-a no ombro esquerdo de seus vestidos.
Damas de Segunda Classe, usavam uma cruz de prata projetada da mesma forma, com exceção do esmalte negro, também sustentada pelo laço branco e preto. O Handbuch über den Königlich Preußischen Hof und Staat für das Jahr 1907 indica outras variantes e subconjuntos de Segunda Classe da ordem: II.1 com coroa de prata, II.1 (sem coroa) e II.2.

## Membros
Lista parcial de membros da Ordem de Luísa, com as principais agraciadas entre 1874 e 1907:
| Nome                                    | Nascimento | Morte | Notas |
| --------------------------------------- | ---------- | ----- | --- |
| Frederica Guilhermina da Prússia        | 1796       | 1850  | Filha de Luís Carlos da Prússia e Frederica de Mecklemburgo-Strelitz. Casada com Leopoldo IV de Anhalt-Dessau.                                                                                |
| Alexandrina da Prússia                  | 1803       | 1892  | Filha de Frederico Guilherme III da Prússia e Luísa de Mecklemburgo-Strelitz. Casada com Paulo Frederico I de Mecklemburgo-Schwerin e mãe de Frederico Francisco II de Mecklemburgo-Schwerin. |
| Isabel da Prússia                       | 1815       | 1885  | Filha de Guilherme da Prússia e Maria Ana de Hesse-Homburg, neta de Frederico Guilherme II da Prússia e sobrinha de Frederico Guilherme III. Casada com Carlos de Hesse e do Reno.            |
| Maria da Prússia                        | 1825       | 1889  | Filha de Guilherme da Prússia e Maria Ana de Hesse-Homburg, neta de Frederico Guilherme II da Prússia e sobrinha de Frederico Guilherme III. Casada com Maximiliano II da Baviera.            |
| Augusta de Saxe-Weimar                  | 1811       | 1890  | Filha de Carlos Frederico de Saxe-Weimar-Eisenach e Maria Pavlovna da Rússia. Imperatriz da Alemanha pelo seu casamento com Guilherme I.                                                      |
| Ana da Prússia                          | 1836       | 1918  | Filha de Carlos da Prússia e Maria de Saxe-Weimar-Eisenach. Casada com Frederico Guilherme de Hesse-Cassel.                                                                                   |
| Luísa da Prússia                        | 1838       | 1923  | Filha de Guilherme I da Alemanha e Augusta de Saxe-Weimar. Casada com Frederico I de Baden.                                                                                                   |
| Josefina de Baden                       | 1813       | 1900  | Filha de Carlos de Baden e Estefânia de Beauharnais. Casada com Carlos Antônio de Hohenzollern-Sigmaringen.                                                                                   |
| Vitória da Inglaterra                   | 1840       | 1901  | Filha da rainha Vitória do Reino Unido e de Alberto de Saxe-Coburgo-Gota. Casada com Frederico III da Alemanha.                                                                               |
| Carlota da Prússia                      | 1860       | 1919  | Filha de Frederico III da Alemanha e Vitória da Inglaterra. Casada com Bernardo III de Saxe-Meiningen.                                                                                        |
| Vitória da Prússia                      | 1866       | 1929  | Filha de Frederico III da Alemanha e Vitória da Inglaterra. Casada com Adolfo de Schaumburg-Lippe.                                                                                            |
| Sofia da Prússia                        | 1870       | 1932  | Filha de Frederico III da Alemanha e Vitória da Inglaterra. Rainha da Grécia pelo seu casamento com Constantino I.                                                                            |
| Margarida da Prússia                    | 1872       | 1954  | Filha de Frederico III da Alemanha e Vitória da Inglaterra. Casada com Frederico Carlos de Hesse, rei eleito da Finlândia.                                                                    |
| Luísa Margarida da Prússia              | 1860       | 1917  | Filha de Frederico Carlos da Prússia e Maria Ana de Anhalt-Dessau. Casada com Artur da Inglaterra.                                                                                            |
| Alexandrina da Prússia                  | 1842       | 1906  | Filha de Alberto da Prússia e Mariana dos Países Baixos. Casada com Guilherme de Mecklemburgo-Schwerin.                                                                                       |
| Maria de Saxe-Altemburgo                | 1854       | 1898  | Filha de Ernesto I de Saxe-Altemburgo e Inês de Anhalt-Dessau. Casada com Alberto da Prússia.                                                                                                 |
| Augusta Vitória de Schleswig-Holstein   | 1858       | 1921  | Filha de Frederico VIII de Schleswig-Holstein e Adelaide de Hohenlohe-Langenburg. Imperatriz da Alemanha pelo seu casamento com Guilherme II.                                                 |
| Luísa de Schleswig-Holstein             | 1866       | 1952  | Filha de Frederico VIII de Schleswig-Holstein e Adelaide de Hohenlohe-Langenburg. Casada com Frederico Leopoldo da Prússia.                                                                   |
| Irene de Hesse                          | 1866       | 1953  | Filha de Luís IV, Grão-duque de Hesse e Alice da Inglaterra. Casada com Henrique da Prússia.                                                                                                  |
| Vitória Margarida da Prússia            | 1890       | 1923  | Filha de Frederico Leopoldo da Prússia e Luísa de Schleswig-Holstein. Casada com Henrique XXXIII de Köstritz.                                                                                 |
| Vitória Luísa da Prússia                | 1892       | 1954  | Filha de Guilherme II da Alemanha e Augusta Vitória de Schleswig-Holstein. Casada com Ernesto Augusto de Brunsvique.                                                                          |
| Cecília de Mecklemburgo-Schwerin        | 1886       | 1954  | Filha de Frederico Francisco III de Mecklemburgo-Schwerin e Anastasia Mikhailovna da Rússia. Casada com Guilherme, Príncipe Herdeiro da Alemanha.                                             |
| Sofia Carlota de Oldemburgo             | 1879       | 1964  | Filha de Frederico Augusto II de Oldemburgo e Isabel Ana da Prússia. Casada com Eitel Frederico da Prússia.                                                                                   |
| Maria Luísa de Hohenzollern-Sigmaringen | 1845       | 1912  | Filha de Carlos Antônio de Hohenzollern-Sigmaringen e Josefina de Baden. Casada com Filipe, Conde de Flandres.                                                                                |
| Antonia de Portugal                     | 1845       | 1913  | Filha de Maria II e Fernando II de Portugal. Casada com Leopoldo de Hohenzollern-Sigmaringen.                                                                                                 |
| Isabel de Wied                          | 1843       | 1916  | Filha de Hermann de Wied e Maria de Nassau-Weilburg. Rainha da Romênia pelo seu casamento com Carlos I.                                                                                       |
| Luísa de Thurn e Taxis                  | 1859       | 1948  | Filha de Maximiliano Antonio Lamoral, príncipe hereditário de Thurn e Taxis e Helena Carolina da Baviera. Casada com Frederico de Hohenzollern-Sigmaringen.                                   |
| Maria Teresa de Bourbon-Duas Sicílias   | 1867       | 1909  | Filha de Luís de Bourbon-Duas Sicílias e Matilde Luísa da Baviera. Casada com Guilherme de Hohenzollern-Sigmaringen.                                                                          |
| Josefina da Bélgica                     | 1872       | 1958  | Filha de Filipe, Conde de Flandres e Maria Luísa de Hohenzollern-Sigmaringen. Casada com Carlos Antonio de Hohenzollern-Sigmaringen.                                                          |

## Galeria
Dignatárias da Ordem de Luísa portando suas insígnias.

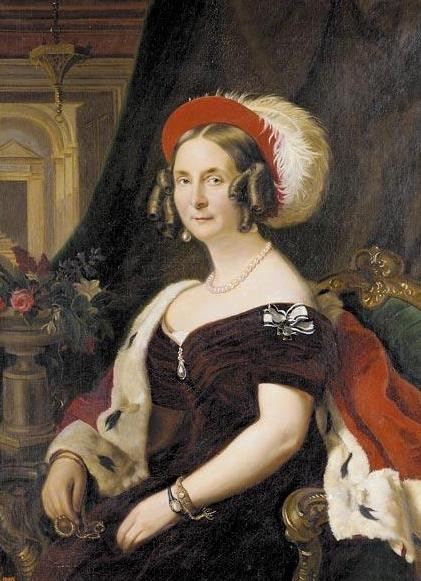
Frederica Guilhermina da Prússia.
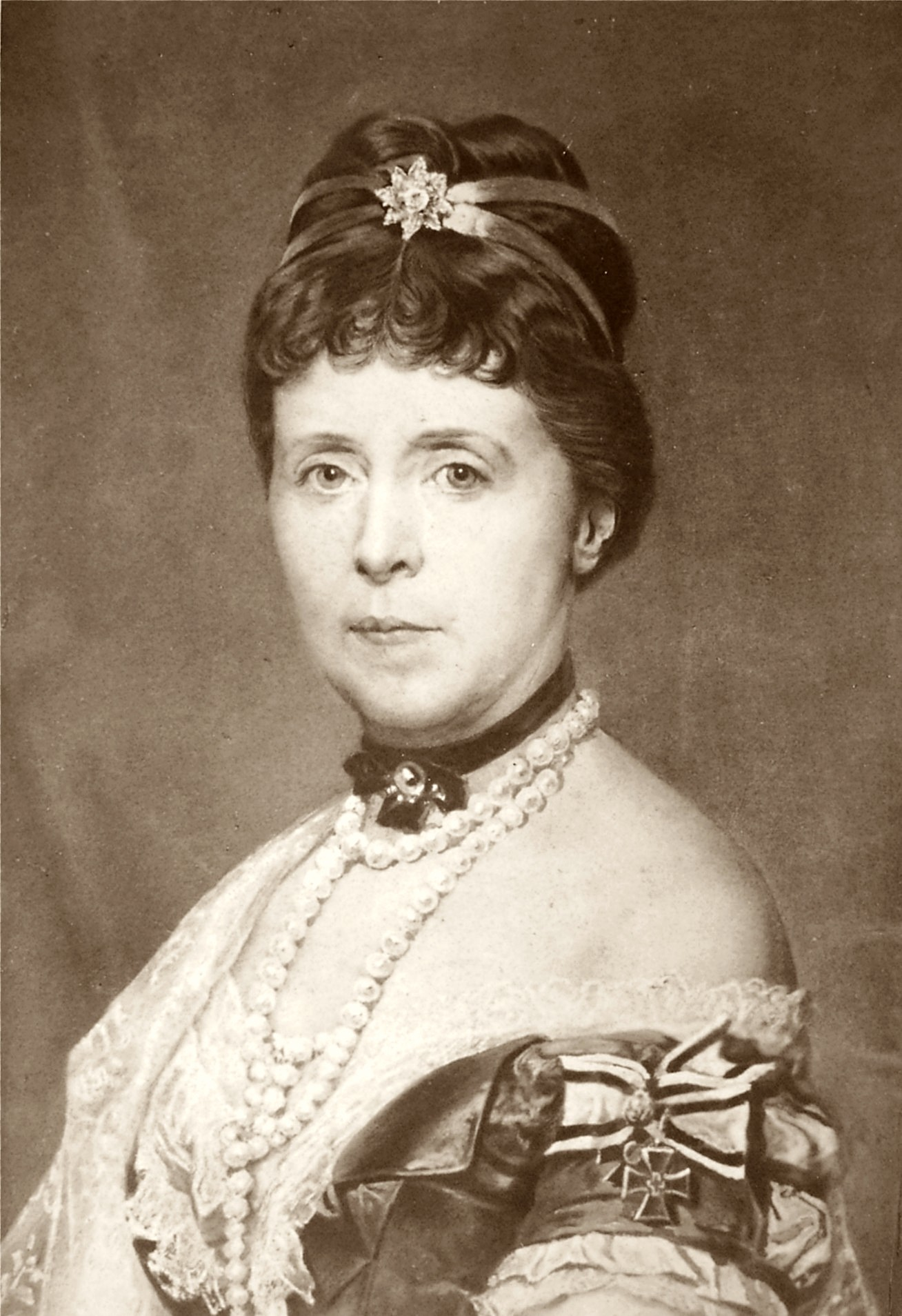
Augusta de Saxe-Weimar, Imperatriz da Alemanha.
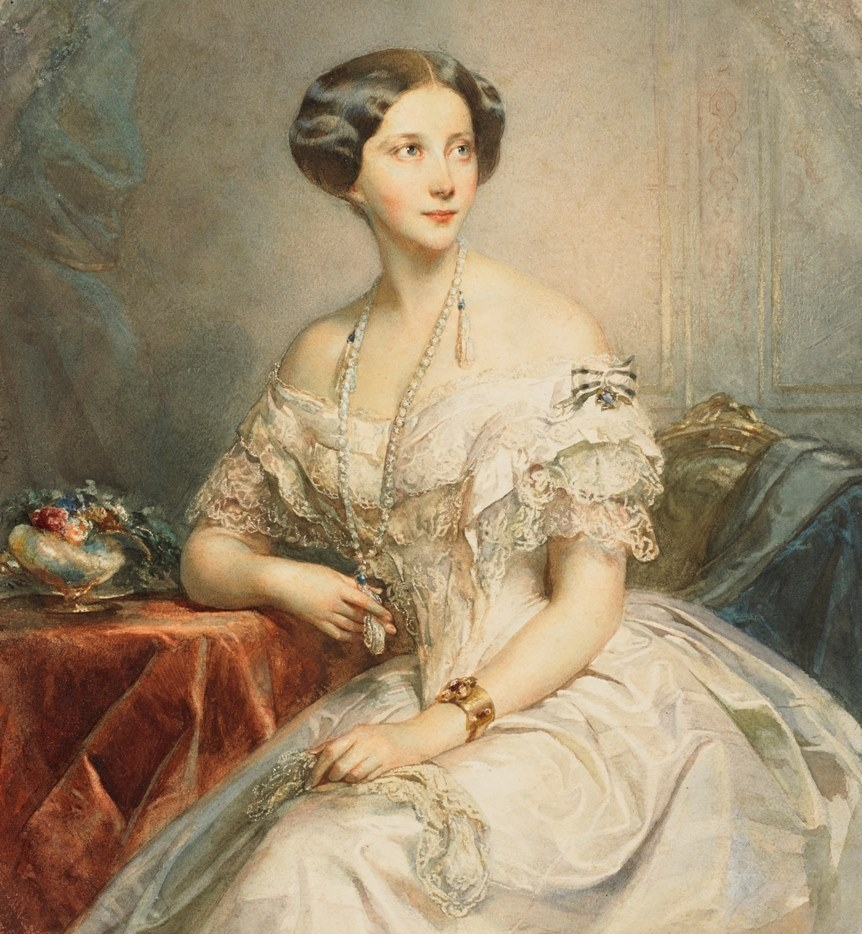
Ana da Prússia
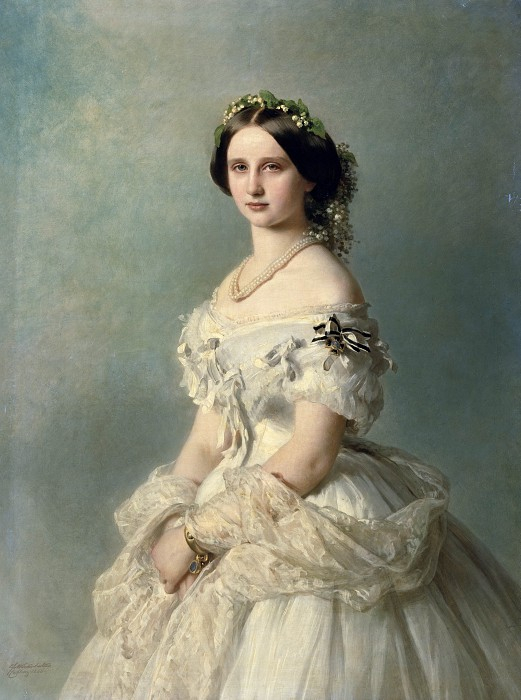
Luísa da Prússia, Grã-duquesa de Baden.
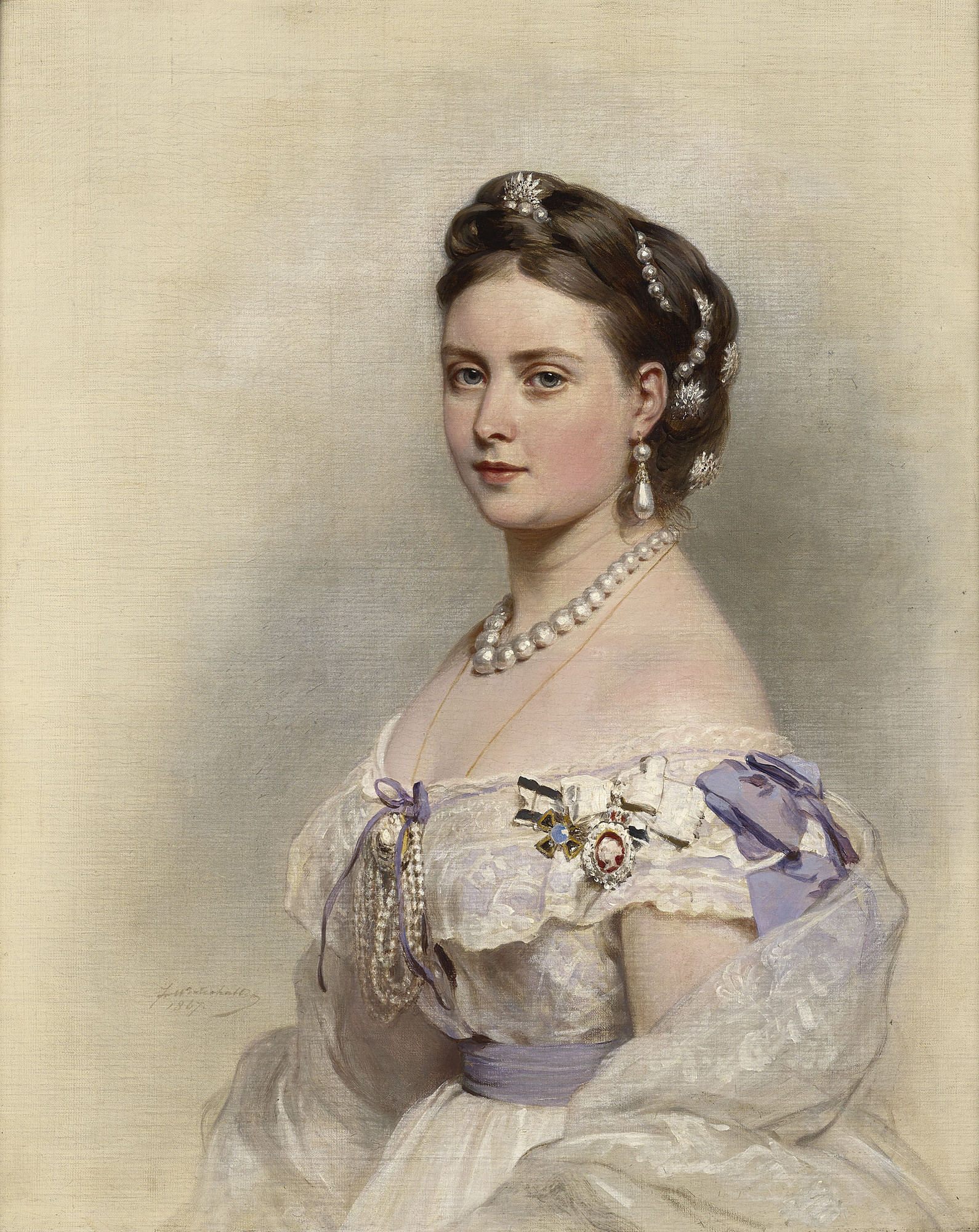
Vitória da Inglaterra, Imperatriz da Alemanha.
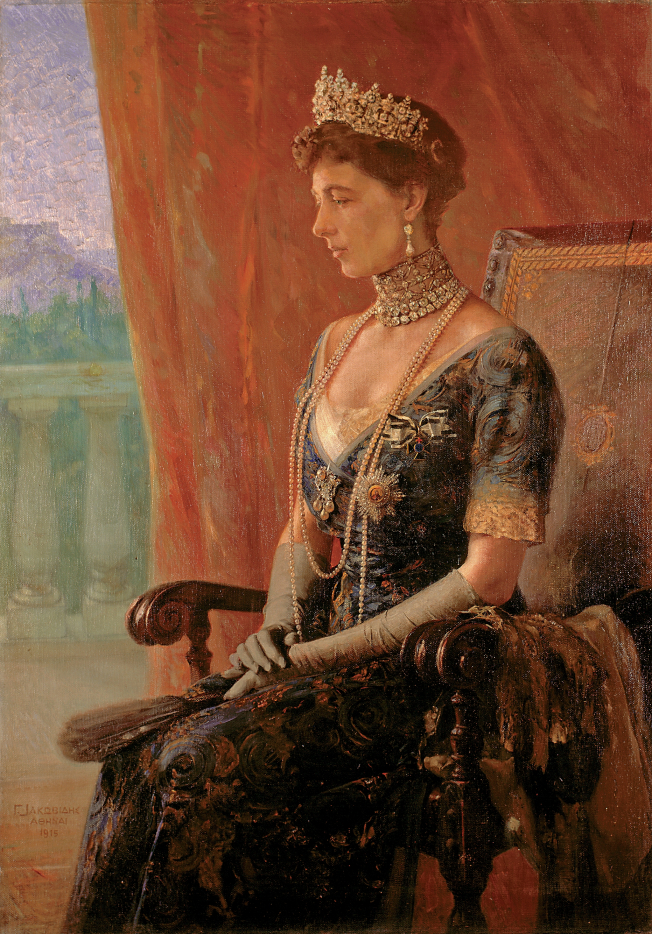
Sofia da Prússia, Rainha da Grécia.
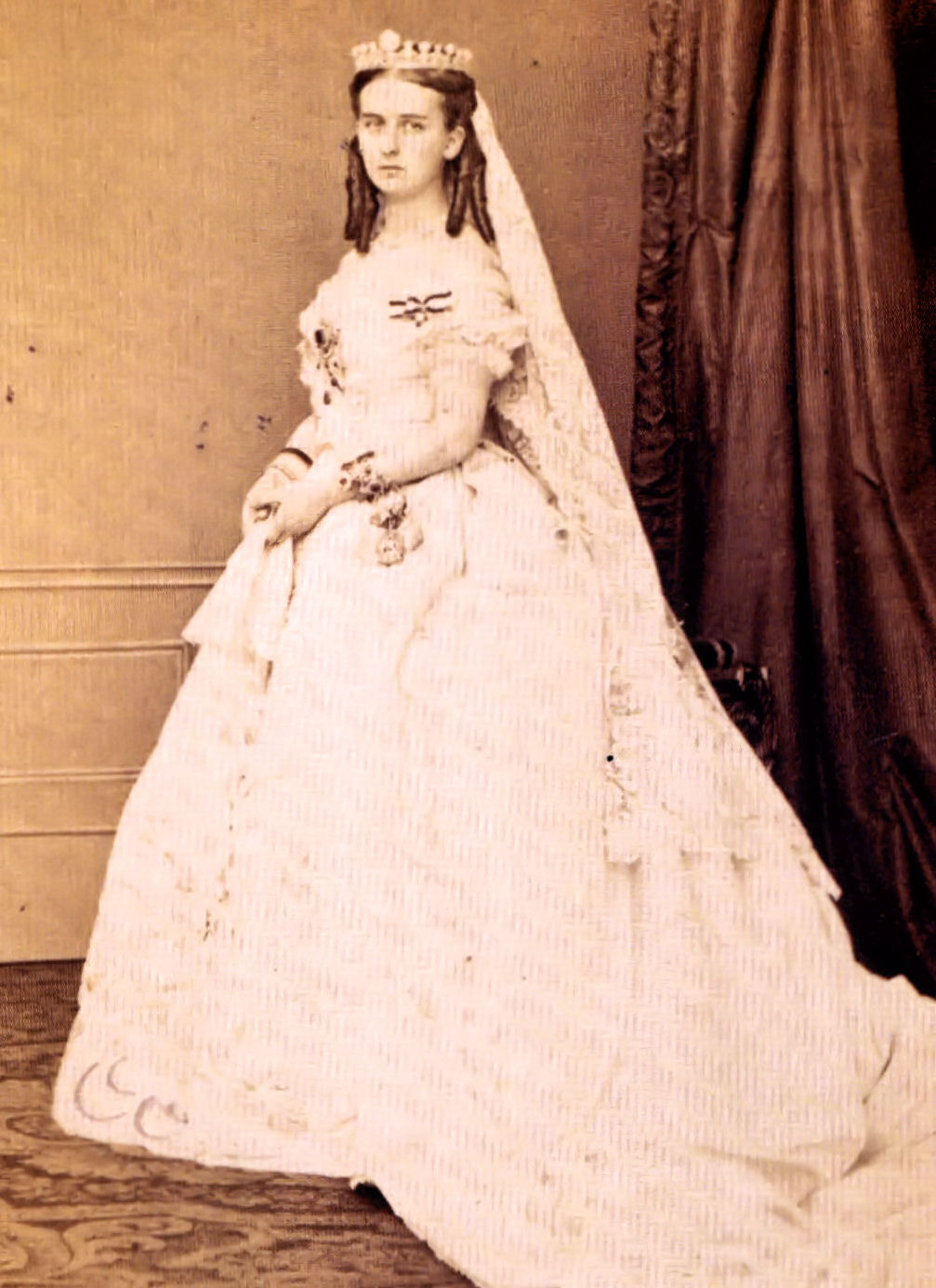
Maria Luísa de Hohenzollern-Sigmaringen.
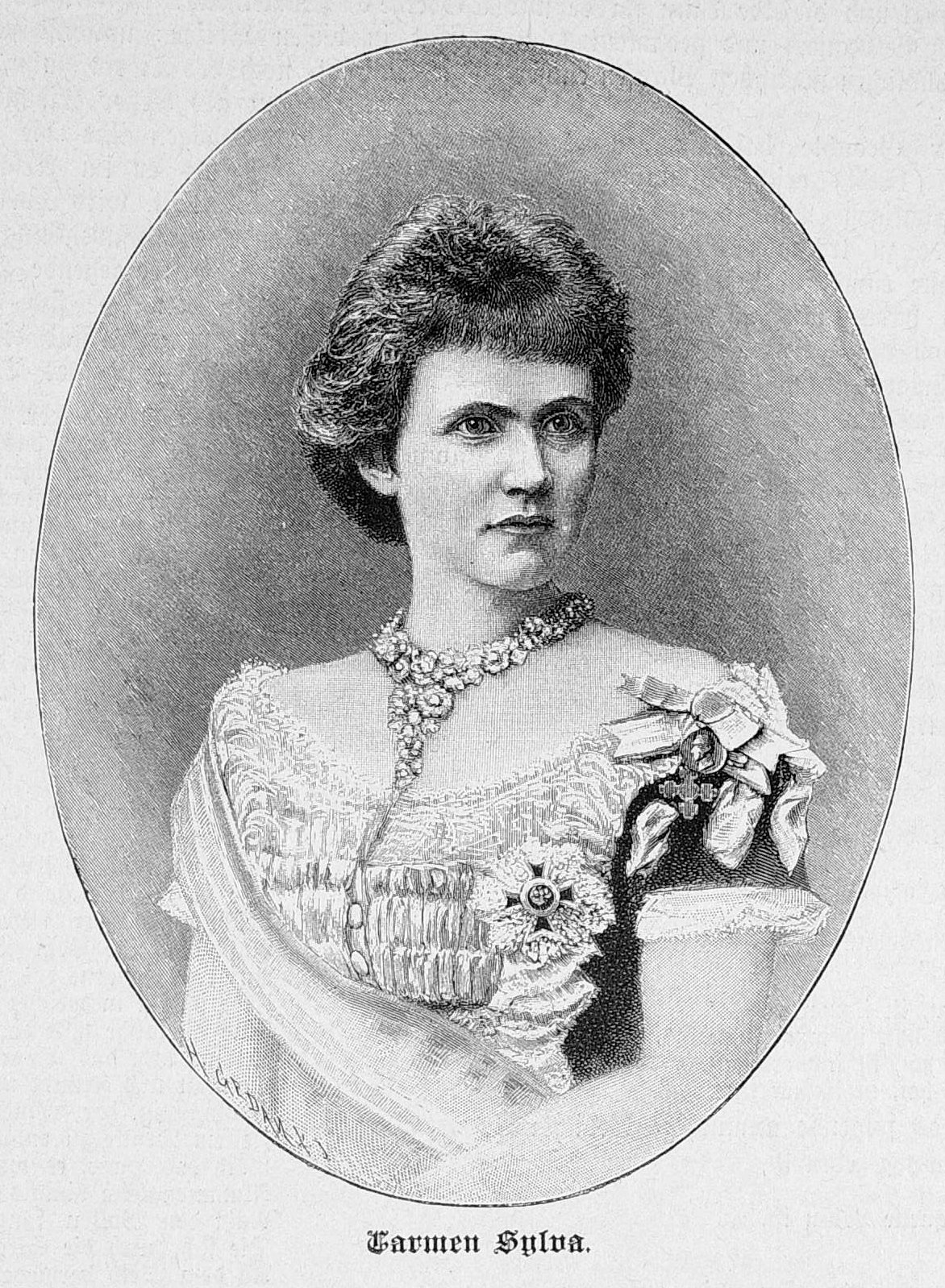
Isabel de Wied, Rainha da Romênia.
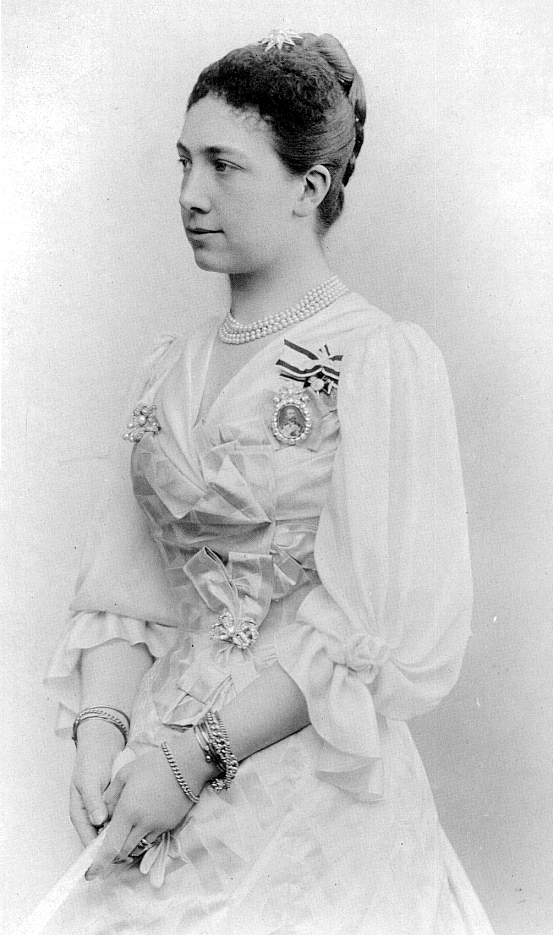
Vitória de Baden, Rainha da Suécia.